# Luís VI Henrique, Príncipe de Condé
Luís VI Henrique de Bourbon, Príncipe de Condé (em francês:  Louis VI Henri, prince de Condé; Paris, 13 de abril de 1756 - Castelo de Saint-Leu, 27 de agosto de 1830), foi um príncipe de sangue francês, pertencente ao ramo cadete de Condé da Casa de Bourbon. Foi Príncipe de Condé, Duque de Enghien (1756-1772), Duque de Bourbon, (1772-1818) e, após a morte de seu pai em 1818, foi o 9.º (e último) Príncipe de Condé.
Teve ainda os cargos de Grão Mestre da França, e de Governador do Franco-Condado. Foi também Par de França.

## Biografia
Luís Henrique era o filho único de Luís José de Bourbon (1736-1818), príncipe de Condé e de Carlota de Rohan (1737-1760), vindo a casar, em 1770, com Batilde de Orleães (1750-1822), filha de Luís Filipe I, Duque de Orleães (1725-1785), e neta do Regente, e de Luísa Henriqueta de Bourbon (1726-1759).
Ao casar-se o príncipe tinha apenas quinze aos sendo, por isso, considerado demasiado jovem para consumar o casamento. A sua mulher ingressa num convento logo após a cerimónia terminar, mas ele acaba por, rapidamente, ir busca-la. Do casamento nasceu um filho:
- Luís António (Louis Antoine) (1772-1804), duque de Enghien.

O jovem Luís António, Duque de Enghien, veio a ficar conhecido na história de França já que Napoleão Bonaparte mandou a sua polícia secreta prendê-lo no Grão-Ducado de Baden, trazendo-o contra vontade para França onde, após um julgamento sumário, é fuzilado a 21 de março de 1804. A causa da execução era a preparação dum golpe realista, que Luís António estaria a preparar com Charles François Dumouriez, episódio que ficou conhecido como o Caso do duque de Enghien.
Em 1779, por ocasião de um baile de máscaras, uma altercação teve lugar entre a duquesa de Bourbon e o conde de Artois, irmão do rei Luís XVI de França. Para vingar o insulto, o Duque de Bourbon bate-se em duelo com o seu primo no Bosque de Bolonha. Dois anos depois, em 1781, ele separa-se da sua esposa, culpada de troçar dos Condé numa peça de teatro que ela preparara.
De seguida teve duas filhas naturais com uma cantora de ópera, Mademoiselle Marguerite Catherine Michelot :
- Adelaide Carlota Luísa (Adélaïde Charlotte Louise) (1780-1874), chamada de Mademoiselle de Bourbon, que viria a casar em  primeiras núpcias, em 1803 em Londres, Patrice Gabriel Bernard de Montessus de Rully (1761-1831), conde de Rully, Tenente-general, par de França e ajudante de campo do duque de Bourbon. Casa em segundas núpcias em 1833 com Guy Jacques de Chaumont (1787-1851), conde de Quitry, Camareiro do imperdor Napoleão I;
- Luísa Carlota Aglaé (Louise Charlotte Aglaê) (1782-1831).

### A Revolução

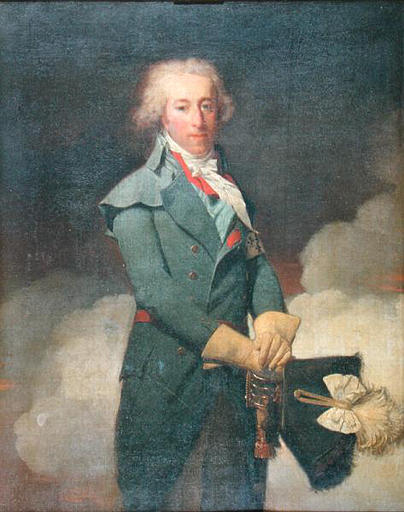
Retrato por Henri-Pierre Danloux, 1797. Museu Condé, Chantilly.

Em 17 de julho de 1789, Luís Henrique decide emigrar juntamente com o seu pai e o seu filho. Aquando da campanha de 1792, parte para Países Baixos para organizar o seu próprio exército, avança sobre Namur, mas é obrigado a desistir sem ter combatido após a Batalha de Jemappes. De seguida, combate no exército do seu pai. Em 1795, prepara a expedição abortada do Conde de Artois na Vendeia. Em 1801, instala-se em Londres com o pai. Em 1814, regressa a França; durante os Cem Dias, procura organizar a resistência monárquica no Anjou antes de fugir para Espanha. Com a Restauração, foi nomeado Grão Mestre de França.
Enquanto esteve emigrado em Londres, o duque conhece num bordel próximo de Piccadilly, Sophie Dawes uma criada que ele toma por amante  e a quem ele faz questão de dar uma educação cuidada.

### A Restauração

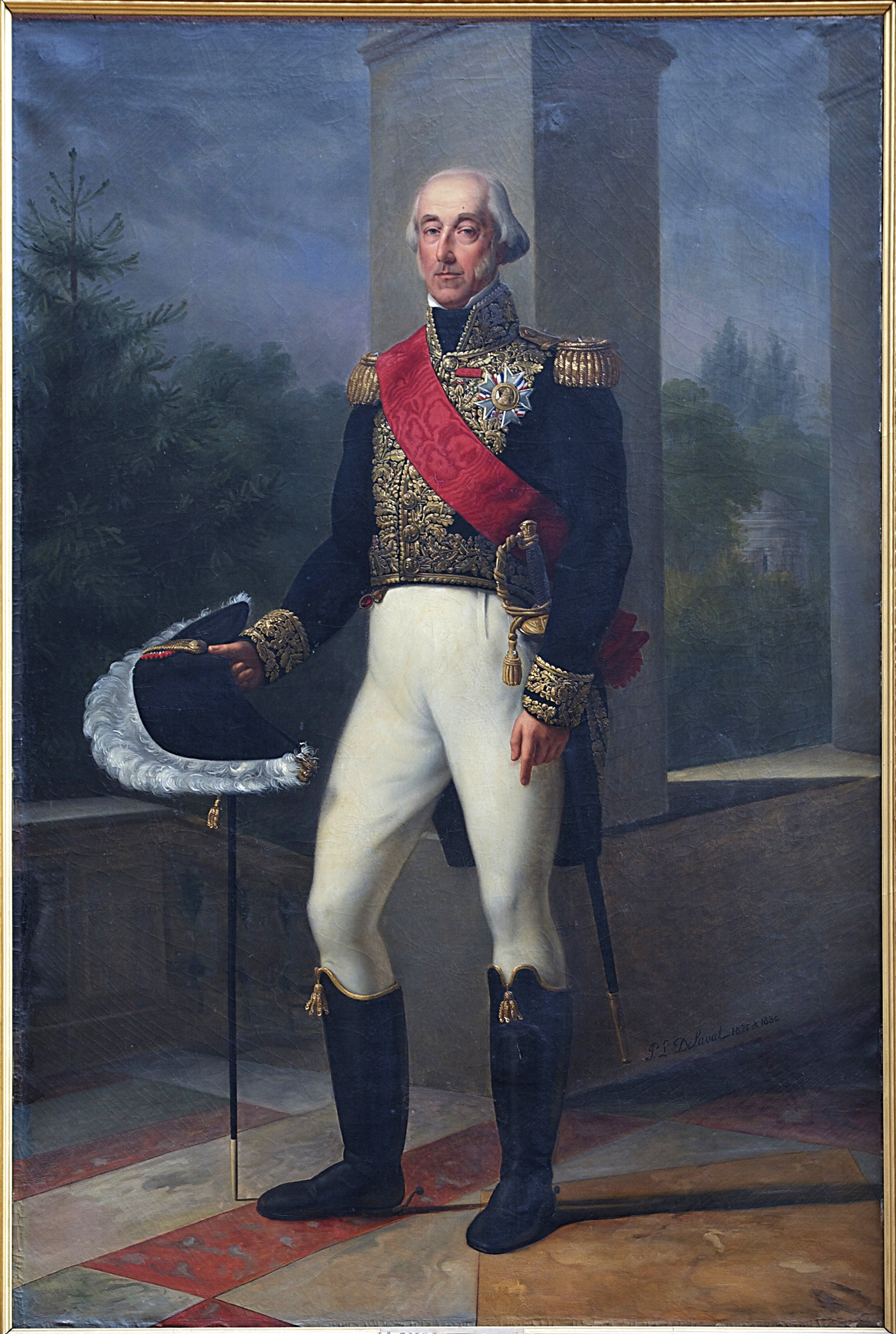
Retrato por Pierre-Louis Delaval. Museu Condé, Chantilly.

Com a Restauração, Sophie acompanha o duque de regresso a França e o príncipe casa-a com o barão de Feuchères. Em 1829, assina um testamento em que lhe deixa 2 milhões de francos bem como os seus castelos e propriedades de Saint-Leu, Taverny, Enghien, Montmorency, e Mortefontaine, um pavilhão no Palácio Bourbon, e o Castelo de Écouen na condição de ali fazer um orfanato para as crianças dos soldados do exército de Condé e do da Vendeia, enquanto que a sua restante fortuna colossal (entre os quais o Castelo de Chantilly e todos os outros bens, que representavam cerca de 66 milhões de francos) iriam para o seu sobrinho-neto e afilhado Henrique, Duque de Aumale (1822-1897), filho mais novo de Luís Filipe de Orleães, futuro Rei dos Franceses.

## Títulos e tratamentos
- 13 de abril de 1756 - 2 de agosto de 1772: Sua Alteza Sereníssima, Luís Henrique de Bourbon, duque de Enghien, príncipe de sangue;
- 2 de agosto de 1772 — 13 de maio de 1818: Sua Alteza Sereníssima, Luís Henrique de Bourbon, duque de Bourbon, príncipe de sangue;
- 13 de maio de 1818 — 21 de setembro de 1824: Sua Alteza Sereníssima, Luís Henrique de Bourbon, duque de Bourbon, príncipe de Condé, príncipe de sangue
- 21 de setembro de 1824 — 30 de agosto de 1830: Sua Alteza Real, Luís Henrique de Bourbon, duque de Bourbon, príncipe de Condé, príncipe de sangue

## Ver tmbém
- Genealogia dos Bourbon-Condé (euweb.cz)